# Rux (Band)
Rux (럭스) ist eine Streetpunk-Band aus Seoul, Südkorea. Die Band wurde 1996 gegründet und veröffentlichte 1999 ihr erstes Album. Von den Gründungsmitgliedern ist nur noch Sänger Won Jong-hee in der Band. Er betrieb auch das Skunk Label und war Besitzer des Punkclubs Skunk Hell. Rux erlangte 2005 Bekanntheit, als sich Fans der Band während des Drehs einer Episode der Fernsehshow Music Camp auf der Bühne nackt auszogen.

## Geschichte
Rux wurde 1996 gegründet, als sich die damalige Punkszene in Seoul hauptsächlich im und um Club Drug im Stadtviertel Hongdae-ap und um die Punkband Crying Nut herum abspielte. Der Bandname „Rux“ steht für „Ruckus“ (engl. Unruhe, Krawall).
Rux veröffentlichte zunächst mehrere Lieder auf diversen Samplern und ging durch viele Besetzungsänderungen, bevor 1999 ihr erstes Minialbum I Gatta Go erschien. Der Titel nimmt Bezug auf die Einberufung zur zweijährigen Wehrpflicht in Korea. Die Wehrpflicht gilt als ein Faktor für Bandauflösungen. Nach der Veröffentlichung von I Gatta Go ging auch Rux von 1999 bis 2002 in Zwangspause, während Won Jong-hee seinen Militärdienst ableisten musste.
2004 erschien der Studiolongplayer Where are we going? mit 25 Titeln, darunter Coverversionen von Cock Sparrers Take Em All und England Belongs to Me (mit alternativem Songtext), gefolgt von Rux the Ruckus Army 2007 und Eternal Children 2009. Das vergriffene Album Where are we going? wurde im März 2009 wiederveröffentlicht.
Zweieinhalb Jahre nach der 2011 erschienenen EP 5000 Years of Hallucinations und ganze fünf Jahre nach ihrem letzten Studioalbum, sagte Won Jong-hee im Januar 2014 in einem Interview, dass die Band gerade mit dem Aufnahmen des nächsten Studioalbums beschäftigt sei und Fans sich auf einen geplanten Veröffentlichungstermin im Sommer freuen können.

### Skunk Label
1998 gründete und managte Won Jong-hee Skunk Label, ein DIY-Label für koreanische Punkbands, welches 2002 den Sampler We are the Punx in Korea herausbrachte und mit 30 Titeln die damalige Punk-Szene in Seoul gut zusammenfasste. Eine Rezension beschreibt die CD als „Rosetta Stone“ des koreanischen Punkrocks.

### Skunk Hell
Unter dem Banner des Skunk Label betrieb Won Jong-hee auch Skunk Hell, zwei Livemusikclubs in Hongdae. Einer der beiden Szenetreffs operierte von 2004 bis 2008 in den Räumen des ehemaligen legendären Clubs Drug. Wegen Unrentabilität und der harten Konkurrenz anderer Liveclubs in der Gegend musste Skunk Hell 2008 die Pforten schließen. Skunk Label wurde in der Folge nicht mehr benötigt, da Rux – wie andere Bands auch – bei Dope Records unterzeichneten.

### Music Camp Zwischenfall
Am 30. Juli 2005 nahmen Rux am MBC TV-Programm Music Camp teil. Die Band lud viele ihrer Freunde und Fans aus der Punkszene dazu ein. Gegen Ende der Liveshow sprangen zwei Mitglieder von befreundeten Punkbands nackt auf die Bühne. Landesweit war für vier bis fünf Sekunden ihre völlige Blöße zu sehen. Beide Blankzieher wurden daraufhin von der Polizei festgenommen und es wurden Drogentests veranlasst, die aber negativ ausfielen. Won Jong-hee wurde ebenfalls festgenommen, da er die beiden eingeladen hatte.
Die Öffentlichkeit war entrüstet über den Vorfall, sowohl über Rux als auch über den Sender. Das Programm Music Camp wurde von MBC sofort eingestellt. Die Medienregulierungsbehörde Korean Broadcasting Commission erwog sogar harte disziplinäre Maßnahmen. Der Bürgermeister von Seoul, Lee Myung-bak schlug vor, dass die Konzerte in Hongdae zukünftig von den Behörden reguliert werden sollten, was dazu führte, dass die politische Opposition ihn mit Koreas früherem Militärdiktator Park Chung-hee verglich.

## Diskografie

### Alben
- 2004: Where Are We Going? (우린 어디로 가는가)
- 2005: The Skunx 2005 Live (Livealbum)
- 2007: Rux the Ruckus Army
- 2009: Eternal Children (영원한 아이들)

### EPs
- 1999: I Gatta Go
- 2005: Another Conception
- 2011: 5000 Years of Hallucinations

### Singles
- 2008: Last 10 Seconds
- 2009: Wreck (만신창이)
- 2010: Out of the Blue
- 2011: Dirty Punk (더러운 양아치)